# 热尔旺
热尔旺（法語：Gervans，法語發音：[ʒɛʁvɑ̃]）是法国德龙省的一个市镇，属于瓦朗斯区。

## 地理
热尔旺（45°6'28"N, 4°49'53"E）面积3.28 平方千米，位于法国奥弗涅-罗讷-阿尔卑斯大区德龙省，该省份为法国东南部内陆省份，北起顺时针与伊泽尔省、上阿尔卑斯省、上普罗旺斯阿尔卑斯省、沃克吕兹省和阿尔代什省接壤。
与热尔旺接壤的市镇（或旧市镇、城区）包括：朗斯、圣让德米佐勒、维永、克罗兹埃尔米塔日、埃罗姆。

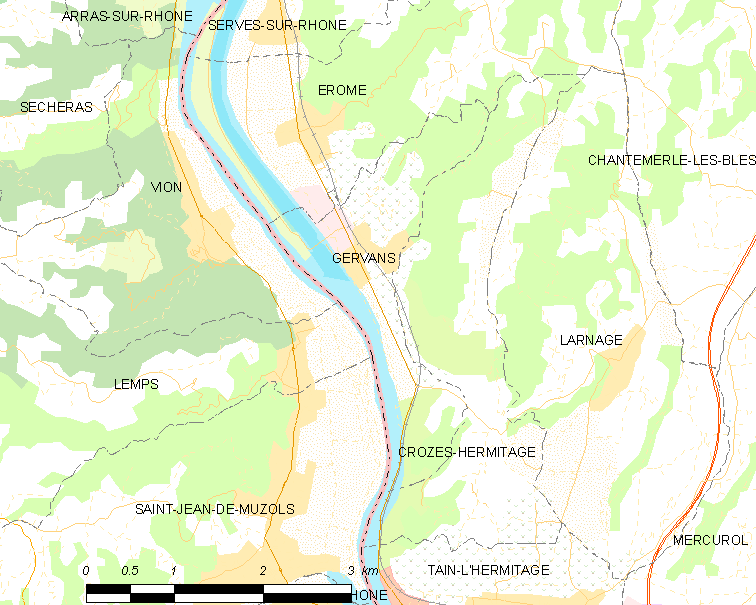
热尔旺的OSM定位图

热尔旺的时区为UTC+01:00、UTC+02:00（夏令时）。

## 行政
热尔旺的邮政编码为26600，INSEE市镇编码为26380。

## 政治
热尔旺所属的省级选区为坦莱尔米塔日县。

## 人口

1962-2008年间热尔旺人口变化图示

热尔旺于2022年1月1日时的人口数量为545人。